# Thomas Cushing
Pour les articles homonymes, voir Thomas et Cushing.
Thomas Cushing (24 mars 1725 – 28 février 1788) est un avocat et homme politique américain de Boston, Massachusetts. Il est délégué du Massachusetts au congrès continental de 1774 à 1776, puis lieutenant-gouverneur de l'état entre 1780 et 1788. Il assure l'intérim au poste de gouverneur du Massachusetts entre le départ de John Hancock et l'arrivée de James Bowdoin (1785).

## Biographie
Thomas Cushing est né dans une famille de marchands de Boston. Son père est membre de l'Old South Church et fait partie du board of selectmen de la ville. Thomas Cushing fait ses études à la Boston Latin School, puis à Harvard dont il sort diplômé en 1744. Il étudie le droit et est admis au barreau des avocats. Il épouse Deborah Fletcher en 1747. Il est élu à l'assemblée du Massachusetts en mai 1766, avant de devenir son speaker. Il reste à ce poste jusqu'en 1774. Il est longtemps opposé à l'indépendance et à la révolution américaine. Il participe pourtant au premier et au second Congrès continental en 1775. Il est commissaire général pour le Massachusetts dans l'armée continentale. En 1780, il devient lieutenant-gouverneur du Massachusetts jusqu'à sa mort, le 28 février 1788. Il est enterré au Granary Burying Ground à Boston.